# Leptacis tipulae
Leptacis tipulae is een vliesvleugelig insect uit de familie van de Platygastridae. De wetenschappelijke naam van de soort is voor het eerst geldig gepubliceerd in 1798 door Kirby.